# Capitão Assumção
Lucinio Castelo de Assumção (Ecoporanga, 12 de abril de 1963), conhecido como Capitão Assumção, é um capitão da reserva remunerada da Polícia Militar e político brasileiro, filiado ao Partido Liberal. Atualmente é deputado estadual pelo estado do Espírito Santo.

## Carreira política
De 2009 a 2011, Assumção assumiu o mandato de deputado federal devido à renúncia de Neucimar Fraga. No período, foi acusado de legislar apenas para a categoria militar. Na Câmara dos Deputados, elaborou um projeto de lei para assegurar o exame gratuito de papanicolau, que detecta o HPV, na rede pública de saúde, e também um projeto de lei para acrescentar ao Código Penal o crime de stalking.
Em 2017, ficou preso por 10 meses acusado de liderar a greve da PM no Espírito Santo, e em 2019, foi condenado a 5 anos de prisão em regime semiaberto por ter liderado e articulado a paralisação.
Nas eleições de 2018, foi eleito deputado estadual com 27.744 votos.
Em setembro de 2019, no plenário da Assembleia Legislativa do ES, Assumção ofereceu R$ 10 mil a quem matasse um suspeito de assassinar uma jovem em Cariacica, região metropolitana da Grande Vitória.
Ele já se mostrou favorável à pena de morte e à posse de armas. Nas redes sociais, publicou a foto da filha de 10 anos de idade empunhando uma pistola em um estande de tiro. Na legenda, escreveu: “Ensinando a nossas filhas o verdadeiro empoderamento!”
Foi expulso do PSL em 2020, segundo Assumção, por apoiar o presidente Jair Bolsonaro e a criação do Aliança pelo Brasil. O PSL afirmou que o comportamento do deputado desgastou a imagem do partido.
Durante a pandemia de Covid-19, em 2020, Assumção participou da inauguração de um outdoor incentivando o uso da cloroquina, juntamente com a foto do presidente Jair Bolsonaro. A peça foi colocada em Vitória e tinha a frase: "Tratamento precoce salva vidas".
Foi indiciado por homicídio culposo ao atropelar e matar um motociclista que dirigia na contramão.
Após convocação de Bolsonaro, Assumção invadiu um hospital do município de Serra, na Grande Vitória, em junho de 2020, para fiscalizar o atendimento médico.
Nas eleições de 2022, foi reeleito deputado estadual. No fim do mesmo ano, durante a investigação sobre as articulações e manifestações golpistas que tentavam impedir a posse do Governo Lula, o ministro do Supremo Tribunal Federal (STF) Alexandre de Moraes determinou a utilização de tornozeleira eletrônica pelo deputado, que foi proibido de deixar o Espírito Santo, utilizar redes sociais e dar entrevistas.
Assumção foi preso pela Polícia Federal na noite de 28 de fevereiro de 2024, após determinação de Alexandre de Moraes atendendo a pedido do Ministério Público do Estado do Espírito Santo. O requerimento de sua prisão apontou o descumprimento das medidas impostas anteriormente ao deputado, como a realização de uma transmissão ao vivo e a publicação de vídeos utilizando diversas contas nas redes sociais TikTok e Kwai; seu escárnio sobre os ataques ocorridos nas dependências do STF; e que, em discurso na Assembleia Legislativa do estado, ele teria zombado do Poder Judiciário ao chamar a tornozeleira eletrônica que lhe fora imposta de "troféu", e ao afirmar que a Procuradoria-Geral de Justiça teria "feito fofoca" para o STF ao pedir sua investigação.
Em 6 de março, o plenário da Assembleia Legislativa do Espírito Santo (Ales) decidiu revogar a prisão do Capitão Assumção, em sessão realizada na manhã. A votação em plenário terminou com 24 votos a favor da revogação, 4 votos contra e 1 abstenção, totalizando os 29 deputados da assembleia.